# Eila Ampula
Eila Ampula (Tampere, 6 de julho de 1916 – Itatiaia, 20 de novembro de 2008) foi uma artista plástica fino-brasileira, conhecida por seus trabalhos de pintura a óleo, placas de cimento com tinta e tecelagem. Ela também integrou o grupo de fundadores da colônia finlandesa em Penedo, na cidade de Itatiaia, no Rio de Janeiro em 1929.

## Honras
- Cavaleiro Ordem do Leão da Finlândia[4]